# Negra de Tarazona
Negro de Tarazona es un cultivar de higuera de tipo higo común Ficus carica, bífera (con dos cosechas por temporada, las brevas de primavera-verano, y los higos de verano-otoño), de higos de epidermis con color de fondo violeta negruzco con sobre color mancha irregular de color púrpura marrón rojizo en la zona distal, junto a mancha verde amarillento en la zona del cuello, lenticelas abundantes de color blanco grisáceo. Se cultiva principalmente  en la zona de Tarazona donde es muy popular por su dulzor, y por ser extraordinariamente productivo,  extendido en huertos y jardines privados, y en las huertas de la provincia de La Rioja.

## Sinonimia
- „Negra de Tarazona“,[5][6][7]

## Historia
Nuestra higuera Ficus carica, procede de Oriente Medio y sus frutos formaron parte de la dieta de nuestros más lejanos antepasados. Se cree que fueron fenicios y griegos los que difundieron su cultivo por toda la cuenca del mar Mediterráneo. Es un árbol muy resistente a la sequía, muy poco exigente en suelos y en labores en general.
Los higos secos son muy apreciados desde antiguo por sus propiedades energéticas, además de ser muy agradables al paladar por su sabor dulce y por su alto contenido en fibra; son muy digestivos al ser ricos en cradina, sustancia que resulta ser un excelente tónico para personas que realizan esfuerzos físicos e intelectuales.
España se ha consolidado en los últimos años como el mayor productor de higos de la Unión Europea y el noveno a nivel mundial, según los datos de "FAOSTAT" (Estadísticas de la FAO) del 2012 que recoge un reciente estudio elaborado por investigadores del « “Centro de Investigación Finca La Orden- Valdesequera” ».
La diversificación de nuevas variedades de higos tiene que ver con condiciones como el suelo, el clima o el entorno, pero también con la selección de semillas o de estaquillas de plantación, que a lo largo de generaciones van haciendo los agricultores, para atender a sus gustos o necesidades. Las higueras, se encuentran presentes en muchos países del mundo, y en Aragón también, con diversas variedades autóctonas.

## Características
La higuera 'Negro de Tarazona' es una variedad bífera de tipo higo común. Árbol de gran desarrollo, copa irregular con ramas esparcidas que llegan incluso al suelo, follaje denso. 'Negro de Tarazona' son de producción alta de brevas de tamaño muy grande, y muy productiva de higos de menor tamaño pero ambos de gran calidad. El color de las brevas es más oscuro a negro y el de los higos es más rojizo con manchas verdes.
Los frutos de la variedad 'Negro de Tarazona' son higos oblongos, simétricos, con la base distal aplanada; las brevas de un tamaño muy grande de unos 60 gramos, los higos de tamaño grande de unos 39 gramos en promedio; de epidermis de color de fondo violeta negruzco con sobre color mancha irregular de color púrpura marrón rojizo en la zona distal, junto a mancha verde amarillento en la zona del cuello, lenticelas abundantes de color blanco grisáceo, piel elástica, grietas longitudinales escasas de tamaño medio; Cuello del higo cilíndrico de tamaño intermedio, continua con un pedúnculo  corto con escamas pedunculares grandes verdes a verde oscuro. Con un ºBrix (grado de azúcar) de 23 de sabor dulce, con firmeza media y resistente, con cavidad interna pequeña a mediana, con la carne-receptáculo sin coloración. De una calidad buena en su valoración organoléptica, son las brevas de un inicio de maduración desde principios de junio hasta finales de julio, y los higos de principios de agosto a mediados de octubre, extraordinariamente productivo sobre todo en higos, los higos se desprenden fácilmente.

## Cultivo y usos
'Negro de Tarazona', es una variedad de higo que además de su uso en alimentación humana en fresco, se utilizan en guisos, mermeladas, y tartas. También se ha cultivado en Aragón tradicionalmente para alimentación del ganado porcino.